# Palästinensische Kufiya

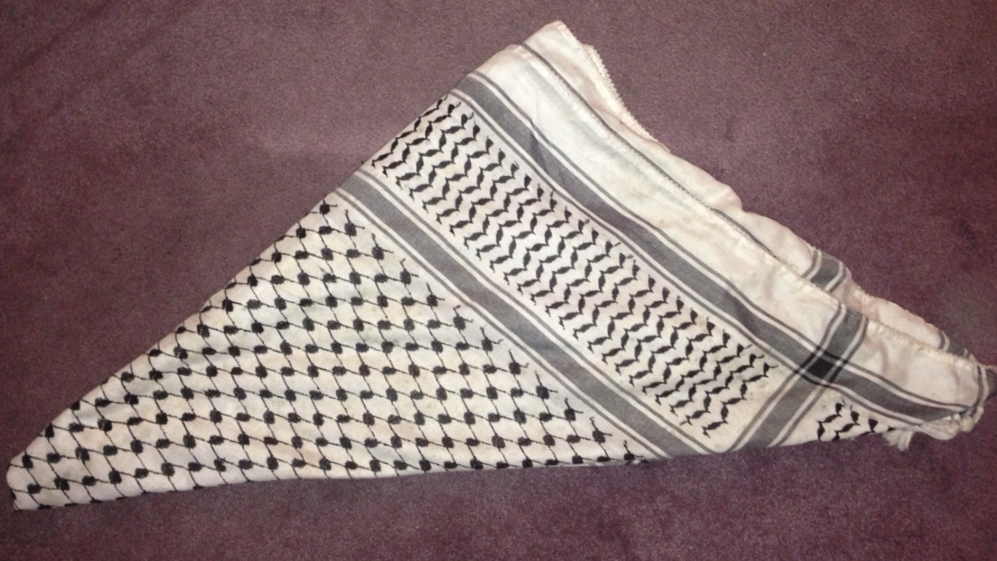
Die palästinensische Version der Kufiya

Die palästinensische Kufiya (arabisch كوفية, DMG kūfiyya), im deutschen Sprachraum auch bekannt als „Palästinensertuch“, ist eine Kufiya mit einem charakteristischen schwarz-weißen Muster.
In der Region Palästina war die Kufiya traditionell die Kopfbedeckung von Beduinen und wahrscheinlich von Bauern. Seit den 1930er-Jahren wurde sie in Palästina mehrfach und auf unterschiedliche Weise politisch aufgeladen. Nachdem sich ab den 1950er-Jahren die schwarz-weiße Kufiya als die genuin palästinensische Kufiya etabliert hatte, wurde sie zunehmend auch in andere Regionen exportiert und dort wieder unterschiedlich ausgedeutet. In jüngerer Zeit überlagern sich insbesondere zwei gegensätzliche Deutungen: einerseits als Symbol politischen Widerstands im Allgemeinen und im Besonderen der „palästinensischen Sache“, andererseits als Zeichen für Antisemitismus oder Sympathie mit terroristischen Organisationen.
In mehreren Ländern des globalen Nordens wird das Tragen der palästinensischen Kufiya teils skandalisiert und repressiv behandelt. Andere Stimmen wiederum kritisieren dies als Ausdruck rassistischer Doppelmoral oder antipalästinensischer Ressentimens.

## Symbolik

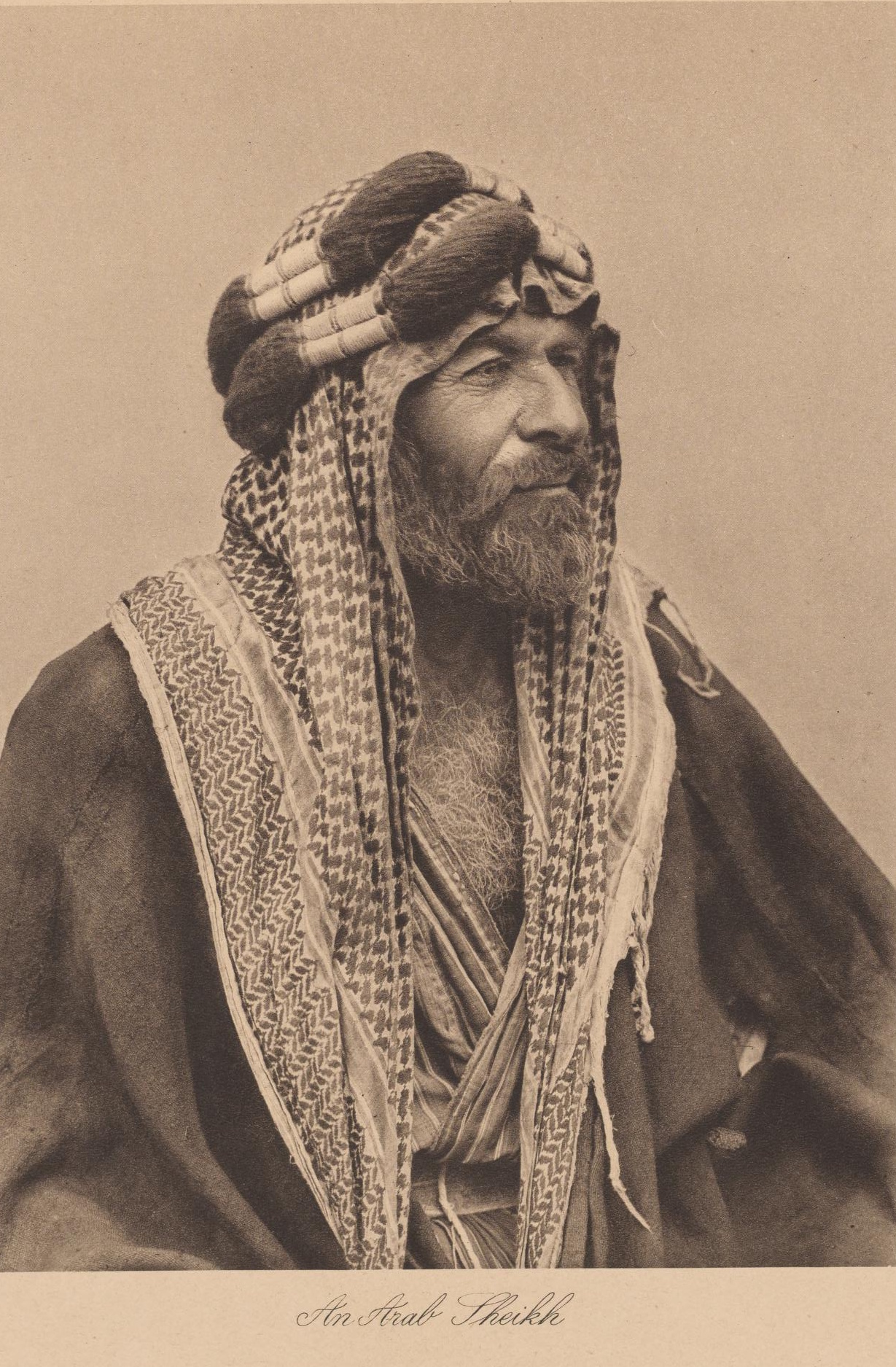
„Ein arabischer Scheich“. Irak, vor 1930.
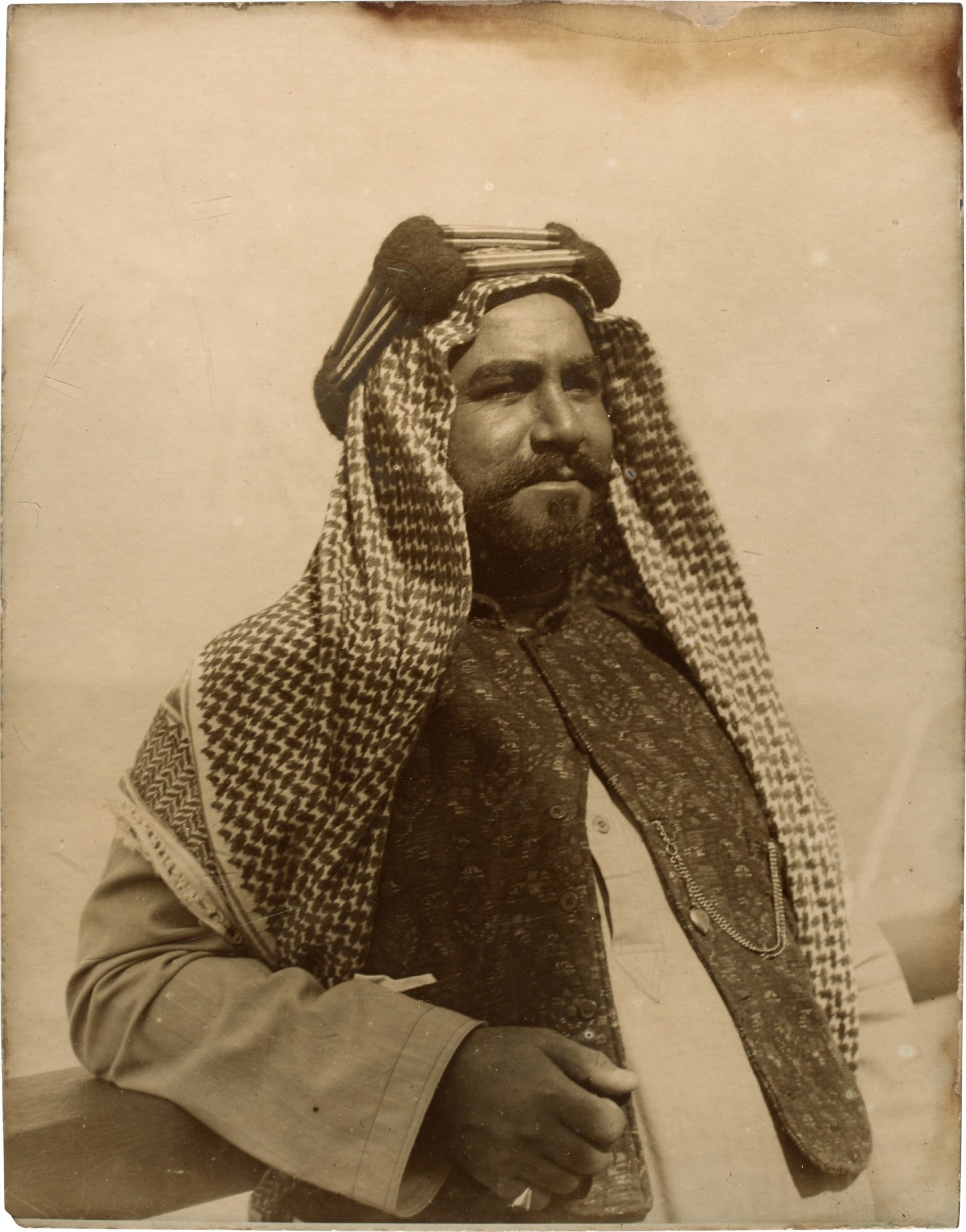
Arabischer Mann. Saudi-Arabien, 1930er.

Das charakteristische schwarz-weiße Muster der palästinensischen Kufiya entwickelte sich erst ab den 1950ern zum typischen Muster der palästinensischen Kufiya (siehe unten). Elemente dieses Musters der modernen palästinensischen Kufiya sind bereits vor den 1950er-Jahren und außerhalb Palästinas dokumentiert. Das Design ist nicht eindeutig symbolisch festgelegt; speziell für die palästinensische Variante hat sich jedoch bei Herstellern und Händlern und in modernen Medien eine oft referierte Deutung eingebürgert:

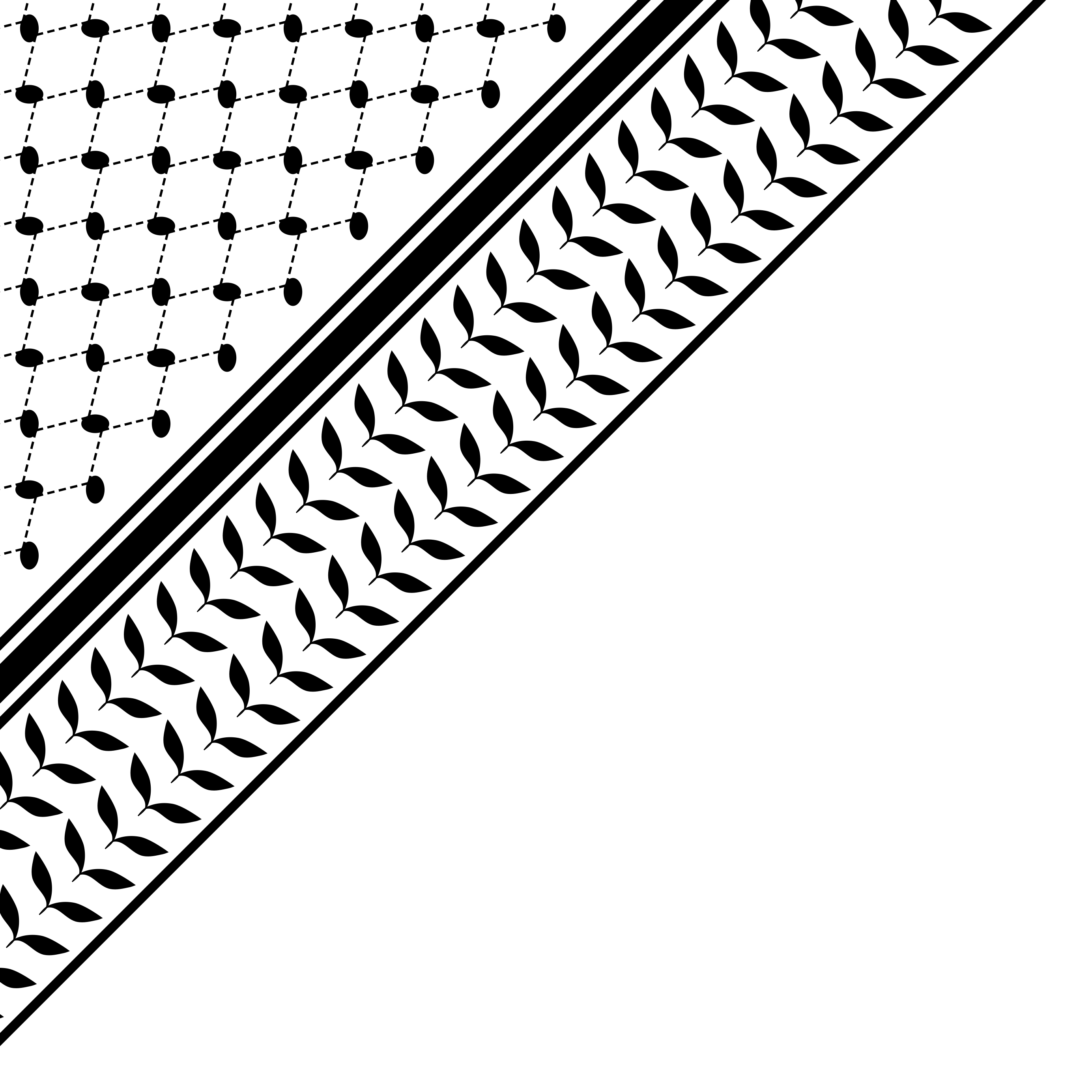
Design der modernen palästinensischen Kufiya

- Das zentrale fatha-Muster wird als Fischnetz interpretiert und symbolisiere die Verbindung der Palästinenser mit dem Mittelmeer.
- Die geraden Linien, die Rand und Zentrum trennen, stünden für historische Handelsrouten durch Palästina.
- Das qamah-Muster am Rand sei zu deuten als Darstellung von Blättern palästinensischer Olivenbäume.[4]

Weitere gängige Deutungen sehen im fatha-Muster unter anderem Honigwaben, einander gereichte Hände, den Schweiß und Dreck auf der Stirn des Arbeiters oder Stacheldraht; das qamah-Muster wird teils auch als Symbol für Weizentriebe verstanden. Der palästinensische Künstler Fargo Tbakhi kannte außerdem die Deutung der Linien als Mauern und Checkpoints.

## Geschichte

### Osmanisches Reich

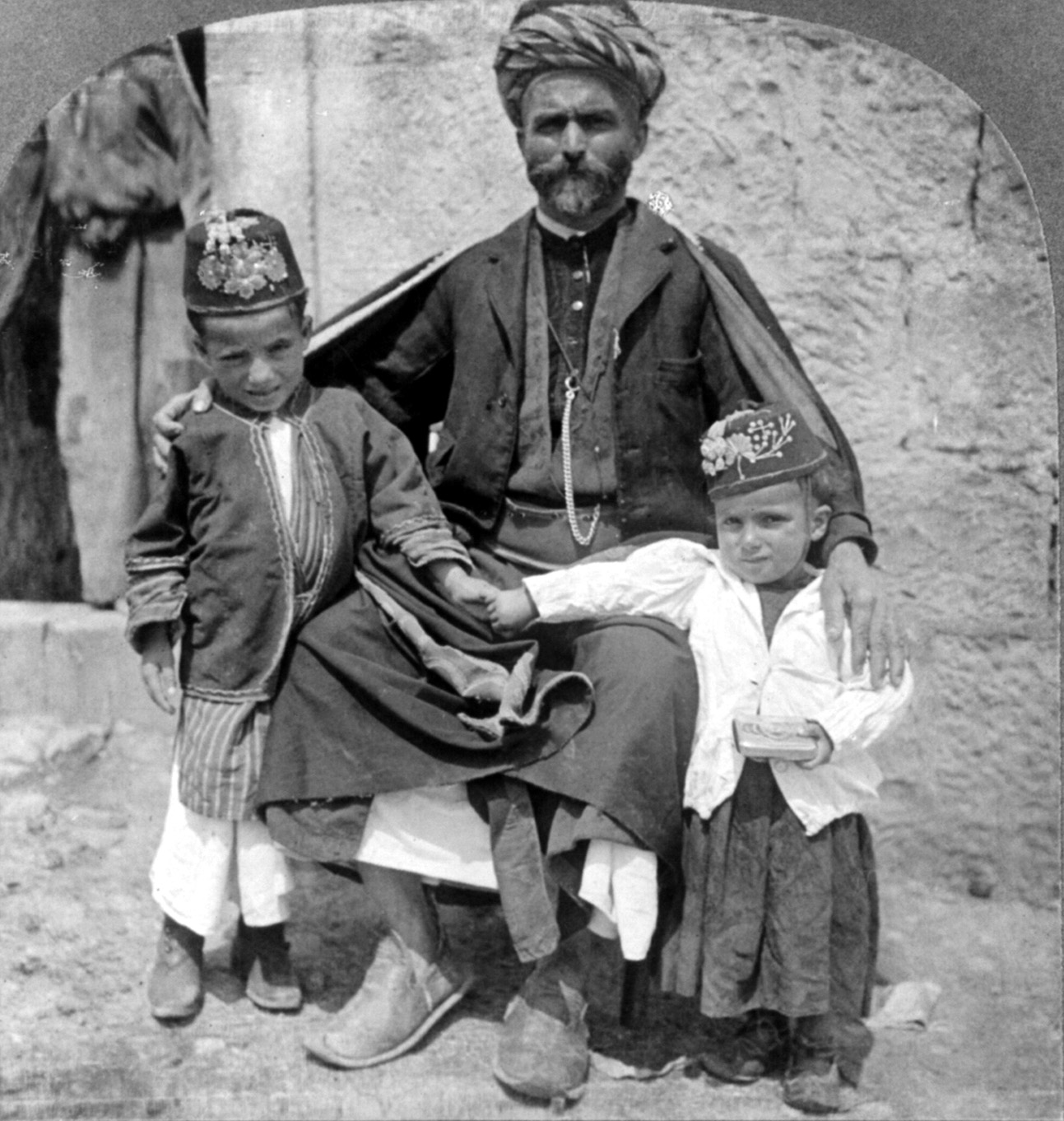
Vater mit Tarbusch und Laffeh, zwei Söhne nur mit Tarbusch. Ramallah, 1905.

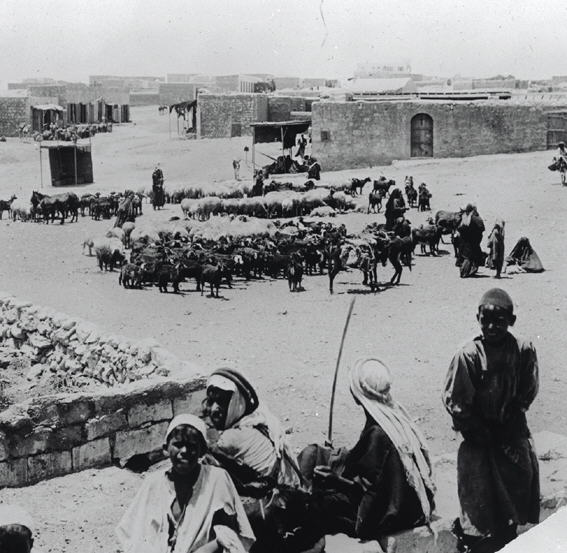
Beduinen in Be’er Scheva, 1901. Die Erwachsenen tragen Kufiya, die Minderjährigen nur Takiye.

Wie traditionell die Kufiya bei den unterschiedlichen Bevölkerungsgruppen Palästinas war, wird in der Literatur unterschiedlich dargestellt. Unumstritten ist, dass die Kufiya zur osmanischen Zeit die traditionelle Kopfbedeckung der Beduinen war, wohingegen städtische Eliten ab dem frühen 19. Jahrhundert den von den Osmanen eingeführten steifen Istanbuler Tarbusch (→ Fes) trugen. Uneinigkeit herrscht bei der größten Bevölkerungsgruppe der Fellachen: In der jüngeren Forschung findet sich sowohl die Ansicht, dass die Kufiya auch bei der Landbevölkerung die traditionelle Kopfbedeckung war, als auch die, Dörfler hätten üblicherweise den weicheren Maghrebischen Tarbusch getragen, der bei erwachsenen Männern in der Regel von einem Laffeh genannten Turban umwunden war, und die Kufiya habe sich dort erst In der Mandatszeit (s. u.) durchgesetzt. In zeitgenössischer ethnologischer Literatur aus der späten osmanischen Zeit finden sich außerdem mehrere dazwischen liegende Positionen. Der Missionar Charles T. Wilson beschrieb dies als eine regionale Frage: Grundsätzlich hätten Bauern den Tarbusch mit Laffeh getragen; in Gegenden mit häufigem Kontakt zu Beduinen hingegen sei die Kufiya üblich gewesen. Ähnlich wurden nach Gustaf Dalman von der ländlichen Bevölkerung insgesamt beide Kopfbedeckungen getragen; welches Modell überwog, hing von der Region ab. Nach Friedrich Ulmer schließlich trug die Landbevölkerung in der Regel den Maghrebischen (und auch den Ägyptischen) Tarbusch, um diesen sei als Turban aber gerade die Kufiya gewunden worden.
Für die ohne Tarbusch getragene Kufiya galt laut Dalman: auf dem Kopf gehalten wurde sie von einem Aqal genannten Kopfring. Sie konnte auf verschiedene Weisen getragen werden und verschiedene Farben und Muster haben; grundsätzlich zog man in Palästina aber im Sommer ein Mendil genanntes weißes baumwollenes Tuch vor, im Winter dagegen ein Ḥaṭṭat Ṣūf genanntes schwarzes oder braunes Tuch.
Sofern wirklich wie nach Ulmer die Kufiya als Turban diente, galt für diese, dass unterschiedliche Formen und Farben Religion, Herkunft und/oder sozialen Stand bezeichnen konnten (nach jüngerer Literatur etwa: gelb, orange oder braun als gewöhnlichste Farben, aber weiß für die Dorfältesten und muslimische Gelehrte, rot dagegen für Christen und Samaritaner).
Unter beiden Kopfbedeckungen trug man anders als unter dem Istanbuler Tarbusch eine Takiye genannte Schweißkappe. Diese Takiye trugen bereits Kleinkinder; etwa im Alter von fünf oder sechs Jahren begann man, den Tarbusch zu tragen, und erst Erwachsene trugen auch den Turban. Mindestens die Takiye bedeckte stets das Haupt. Barhäuptigkeit galt als Schande, und einem anderen das Haupt zu entblößen, war ein gerichtswürdiges Vergehen.
Von Europäern wurde die Kufiya in der späten osmanischen Zeit als Überbleibsel aus der biblischen Zeit gesehen und so auf Postkarten und später in Theaterstücken und Bibelfilmen präsentiert. Auch viele jüdische Einwanderer nach Palästina übernahmen daher die Kufiya, um so ihre „lokale Identität und historische Verbindung zum Land“ zum Ausdruck zu bringen. Angesichts zunehmender Spannungen zwischen der angestammten Bevölkerung und immigrierenden Zionisten begannen zwar einige jüdische Einwanderer im Verlauf der Mandatszeit, wieder europäische Kopfbedeckungen zu tragen; bei manchen Israelis war die Kufiya aber noch bis in die 60er Jahre populär.

### Mandatszeit

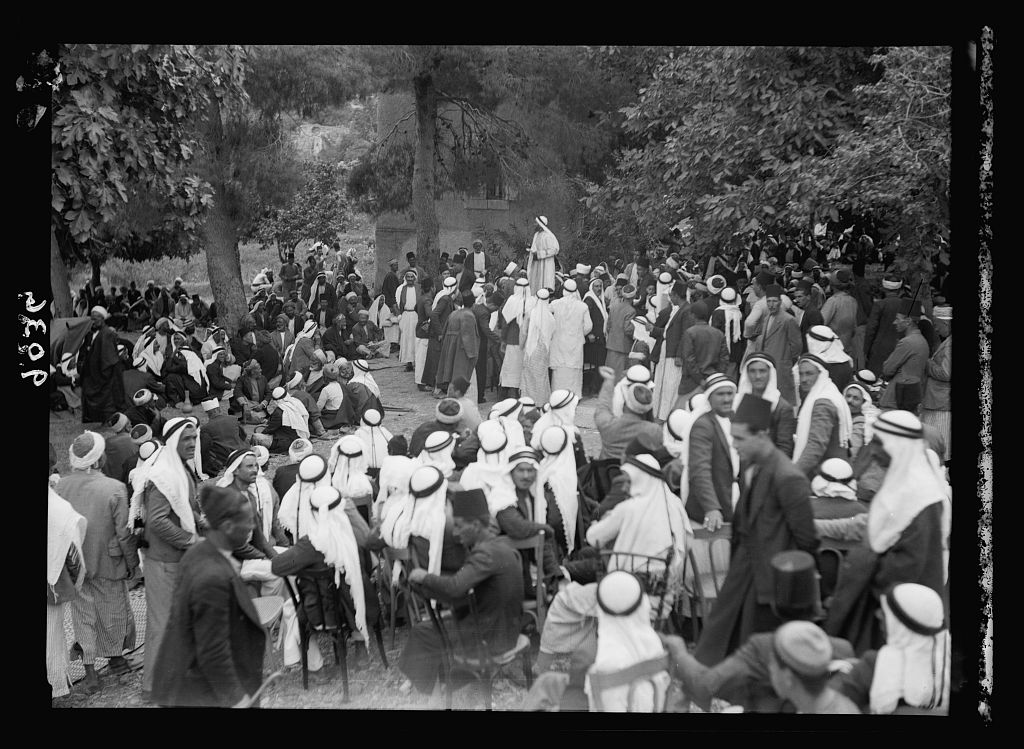
Versammlung von Palästinensern in Abu Gosch um 1936.

Während des Arabischen Aufstands von 1936 bis 1939 wurde die Kufiya erstmals politisch aufgeladen – ein Vorgang, der sich in den folgenden Jahrzehnten wiederholen sollte. Der Aufstand wurde überwiegend von der Landbevölkerung getragen. Um nicht von der britischen Mandatsmacht erkannt und verfolgt zu werden, verbargen die Revolutionäre ihre Gesichter hinter Kufiyas. Damit fielen ihre Träger unter der städtischen Bevölkerung, die meist den Tarbusch trug, besonders auf. Ende August 1938 verordneten die Rebellenführer daher, dass einheitlich der Tarbusch abgelegt und Kufiya getragen werden sollte.
Die Symbolik des einheitlichen Tragens der Kufiya wurde von den Rebellenführern und weiteren Zeitzeugen und wird in der Forschung unterschiedlich ausgedeutet. Klar ist, dass sie grundsätzlich zu einem „nationalen Symbol“ wurde. Gemäß der Verordnung sollte zum Ausdruck gebracht werden, dass „die Bevölkerung des Landes vollständig solidarisch im Dschihad […] und jeder im Land ein Aufständischer“ sei. Darüber hinaus markierte die ländliche Kufiya vor 1936 als das Gegenüber des städtischen Tarbusch Klassenunterschiede zwischen ländlichen Bauern und Beduinen und städtischen Eliten. Die Kufiya-Verordnung wird daher gelegentlich als revolutionäre Umkehrung der sozialen Ordnung gedeutet, die den unwilligen Eliten aufgezwungen wurde. Alternativ wird sie umgekehrt gedeutet als Zeichen der nationalen Einheit, das auch die Eliten freiwillig und gerne gesetzt hätten. Mit diesem Zeichen der Einheit habe man sich außerdem abgegrenzt von den Briten, gegen die in Kufiya protestiert und vorgegangen wurde, oder aber von den Osmanen, deren Tarbusch nun abgesetzt wurde:

„The General Headquarters of the Arab Revolution reminds all the Arabs of Palestine that the tarboosh is not the true national headgear of the Arab; it is characteristic of those who have ruled us tyranically during many centuries [...]. The Arabs of Palestine must at once divest themselves of the tarboosh, which is the costume of their former oppressors, and don the national kefiyeh. Those who, in spite of this warning, will persist in waring the tarboosh, will be considered as our enemies. They will be dealth with as severely as those who take an active part in combating the glorious Revolutionary Army.“

„Das Hauptquartier der Arabischen Revolution erinnert alle Araber Palästinas daran, dass der Tarbusch nicht die wahre nationale Kopfbedeckung der Araber ist. Er ist vielmehr kennzeichnend für jene, die uns über viele Jahrhunderte hinweg tyrannisch beherrscht haben [...]. Die Araber Palästinas müssen daher unverzüglich den Tarbusch ablegen – die Tracht ihrer früheren Unterdrücker – und stattdessen die nationale Kufiya tragen. Wer trotz dieser Warnung weiterhin am Tarbusch festhält, wird als Feind betrachtet. Mit solchen Personen wird ebenso streng verfahren wie mit jenen, die aktiv gegen die ruhmreiche Revolutionsarmee kämpfen.“

Tatsächlich wurde daraufhin mehrfach in westlichen Zeitungen berichtet, städtische Palästinenser seien für das Tragen des Istanbuler Tarbusch erschossen worden. Der Journalist Yossi Bartal allerdings bezweifelte, dass wirklich ihr Festhalten am Tarbusch das Motiv der Täter war.
Nach dem Ende des Aufstandes legte die städtische Bevölkerung die Kufiya wieder ab und setzte erneut den Tarbusch auf, auch aufgrund von Verordnungen der britischen Polizei oder von Notablen aus der pro-britischen Palästinensischen Arabisch-Nationalen Partei. Endgültig zum nationalen Symbol der Palästinenser wurde sie erst nach 1948.

### Nach 1948

#### Bei Palästinensern

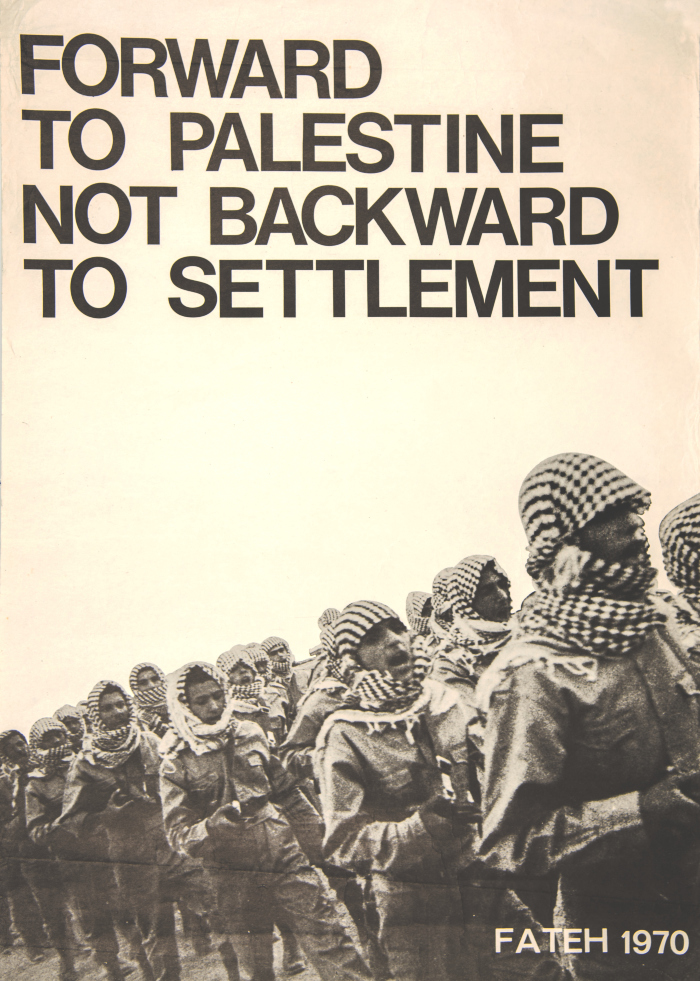
Poster von Fatah, 1970

Der Grund dafür, dass sich das charakteristische schwarz-weiße Muster bei der der palästinensischen Kufiya (s. u.) durchsetzte, liegt wahrscheinlich in Entwicklungen der 1950er Jahre. Die Geschichte dieser Entwicklung reicht zurück in die 30er Jahre. Zu dieser Zeit stellte der britische Offizier John Bagot Glubb in Jordanien eine fast ausschließlich aus Beduinen bestehende Militäreinheit auf, die sogenannten Mobilen Wüstenkräfte. Diesen bestimmte er als Teil der Uniform unter anderem eine rot-weiße Kufiya zu, die später zur typischen Kopfbedeckung in Jordanien werden sollte. Ted Swedenburg berichtete, ihm sei von jordanischen Veteranen zugetragen worden, dass in den frühen 50er Jahren – nach der politischen Vereinigung des Westjordanlands mit Jordanien – diese Uniformierung erweitert worden sei um die schwarz-weiße Kufiya, mit der die palästinensischen von den jordanischen Soldaten unterschieden werden sollten.
Nachdem Israel im Sechstagekrieg um 1967 unter anderem auch das Westjordanland erobert hatte, vereinten die Palästinenser mehrere Fedajin-Organisationen, die vor allem seit 1954 gegen Israel ankämpften, unter dem Dach der Palästinensischen Befreiungsorganisation (PLO). Diese Fedajin trugen regelmäßig die Kufiya und knüpften damit an den Aufstand von 1936–1939 an. In den 60er bis 80er Jahren, vor allem nach der Schlacht von Karame um 1968, wurden diese in Kufiya gekleideten Fedajin zum Beispiel auf Postern gezielt als Symbole für den Kampf der Palästinenser propagiert.

Graffito in Betlehem. Reproduktion des Leila Chaled-Fotos von Eddie Adams

Während die Kufiya zuvor die Kopfbedeckung von Männern gewesen war, wurde sie nun auch demonstrativ von weiblichen Kämpferinnen getragen. Eine der ersten Kämpferinnen, die die Kufiya als Symbol für den palästinenischen Kampf anlegte, war Dalal Mughrabi, die nach ihrem Tod bei einer PLO-Aktion von Palästinensern als Heldin angesehen wird. Bewusst zur Ikone eines palästinenischen Freiheitskampfes stilisiert wurde außerdem die Terroristin Leila Chaled, Mitglied des bewaffneten Flügels der Volksfront zur Befreiung Palästinas (PFLP), die 1969 ein Flugzeug entführte. In der Folge erfuhren Fotos weite Verbreitung, auf denen Chaled eine Kufiya im Stil des Hijab muslimischer Frauen trägt. Das bekannteste dieser Bilder ist ein Foto des Pulitzer-Preisträgers Eddie Adams, das Khaled mit einer Kalaschnikow und dem Tuch zeigt. Nebenfolge der weiten Verbreitung von Fotos Chaleds war, dass in einem ab 1967 aufgekommenen westlichen Diskurs, in dem Palästinenser eng mit „Terrorismus“ assoziiert wurden, auch die Kufiya zum Symbol für „antisemitischen Terror“ oder „palästinensischen Terrorismus“ wurde.

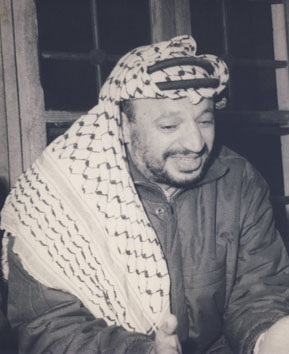
Der palästinensische Politiker Jassir Arafat in seiner ikonischen schwarz-weißen Kufiya im Fischnetz-Stil, 1974

Neben der Ikonisierung männlicher und weiblicher Fedajin trug zur Bedeutung der schwarz-weißen Kufiya als palästinensisches Nationalsymbol bei, dass der palästinensische Politiker Jassir Arafat sie zu seinem Markenzeichen machte (nachdem er zuvor noch eine rein weiße Kufiya getragen hatte). Üblicherweise legte er das Tuch nur über seine rechte Schulter und ordnete es ungefähr zur Form eines Dreiecks an, damit es den Umrissen der Region Palästina ähnelte. Zusätzlich trug er öfters Sonnenbrille. Dieses Ensemble von traditioneller Kufiya und moderner Sonnenbrille deutete der Kulturtheoretiker Sary Zananiri als modisches Statement, mit dem Arafat Indigenität mit revolutionärer Moderne habe verbinden wollen.
Nachdem 1967 Israel die palästinensische Flagge (und zum Beispiel das Wort „Palästina“) verboten hatte, wurde die derart zum nationalen Symbol transformierte schwarz-weiße Kufiya zur inoffiziellen Flagge Palästinas.
Gleichzeitig blieb die Kufiya eng mit Fatah assoziiert. Beispielsweise berichteten Medien um 2021, dass im Gazastreifen Polizisten im Auftrag von Hamas Studierende dazu gebracht hätten, ihre Kufiyas abzulegen – offenbar als anti-Fatah-Aktion. Ähnlich trugen Sympathisanten mit marxistischen Gruppen wie der Volksfront zur Befreiung Palästinas (PFLP) zur bewussten Abgrenzung von Fatah gelegentlich rot-weiße Kufiyas, ebenso wie in Jordanien lebende Palästinenser, die eine Assimilation anstrebten.

#### In anderen Ländern
Mit der zunehmenden medialen Präsenz Kufiya tragender Palästinenser erfuhr die schwarz-weiße Kufiya auch in anderen Ländern weitere Verbreitung. Auch dort, wo sie dezidiert als politisches Statement mit Blick auf Palästina und die Palästinenser getragen wird, wird die Semantik der Kufiya unterschiedlich beschrieben: Als Symbol für „die palästinensische Sache“ oder „den palästinensischen Kampf“, allgemeiner als Symbol für den „Widerstand Subalterner“ oder noch allgemeiner als Symbol „für Solidarität und soziale Gerechtigkeit“.
Darüber hinaus erweiterte sich mit dieser weiteren Verbreitung in diesen anderen Ländern auch die Kleidersemantik der palästinensischen Kufiya, zudem wurde sie vielfältig variiert:

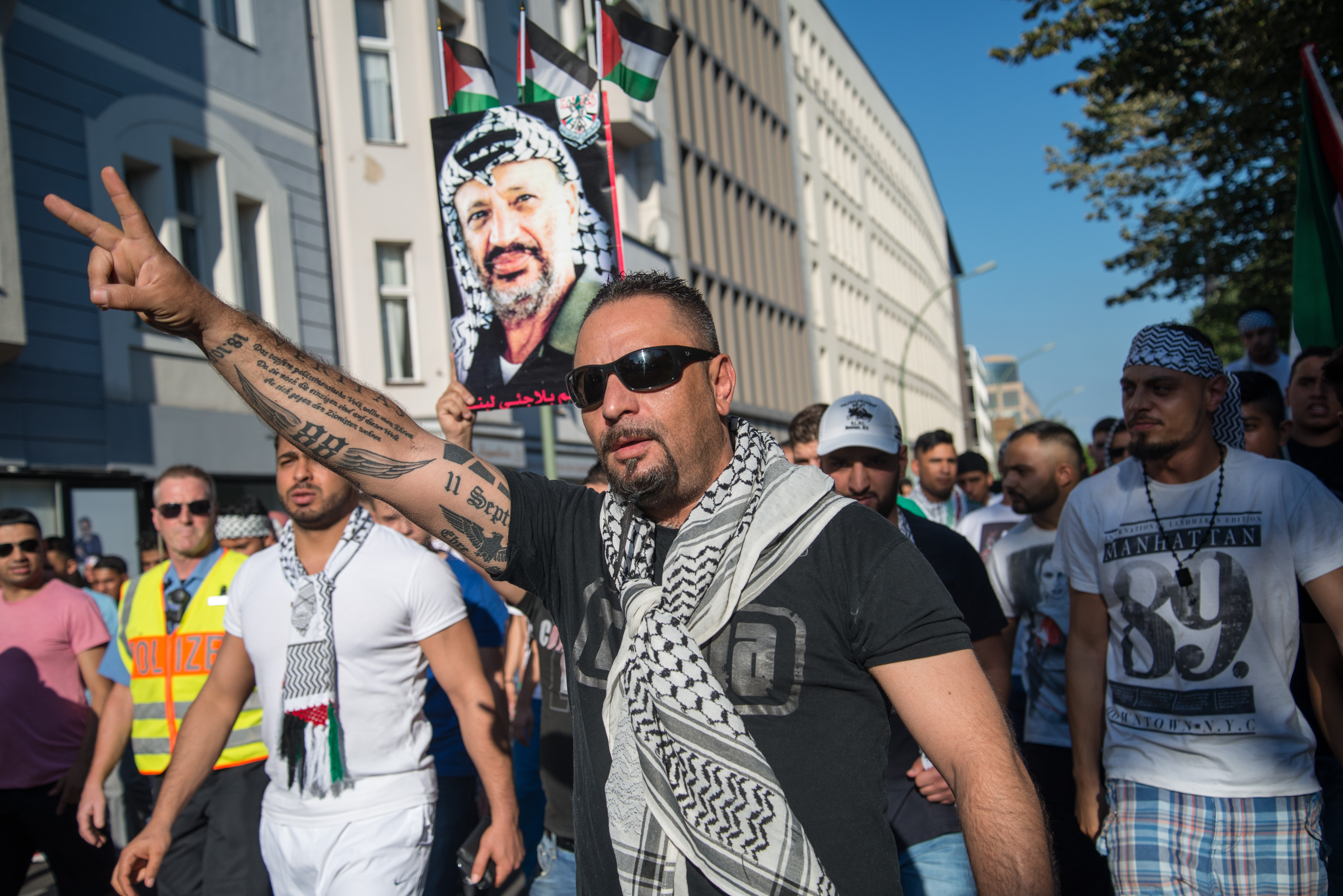
Demonstrant mit Kufiya und rechtsextremen Tattoos. Berlin, 2014.

In Deutschland und den USA lassen sich (1) neben der Palästina-Solidarität (2) und der Fremdzuschreibung als Ausdruck von Terrorismus-Sympathie (siehe oben) grob vier weitere Motive des Kufiya-Tragens unterscheiden, die für den Fall Deutschland häufig zeitlich gestaffelt wird:
- (3) Ab den späten 1960ern als Ausdruck politisch linker Gesinnung und Markenzeichen der Friedensbewegung,[66]
- (4) ab den 90ern auch als Zeichen rechter oder rechtsextremer anti-israelischer Gesinnung,[67]
- (5) in den 2000ern als militärisches Equipment und davon abgeleitet als Männlichkeit markierende „tough-guy-Kufiya“,[68]
- (6) außerdem kurzzeitig in den 80ern und dann verstärkt ab der „Kufiya craze“ der Mitt-2000er[69] als weitgehend entpolitisiertes Modeaccessoire[70] (dazu siehe auch im nächsten Abschnitt).

In Österreich war sie außerdem kurzzeitig ein Markenzeichen der jugendkulturellen Krocha-Bewegung.

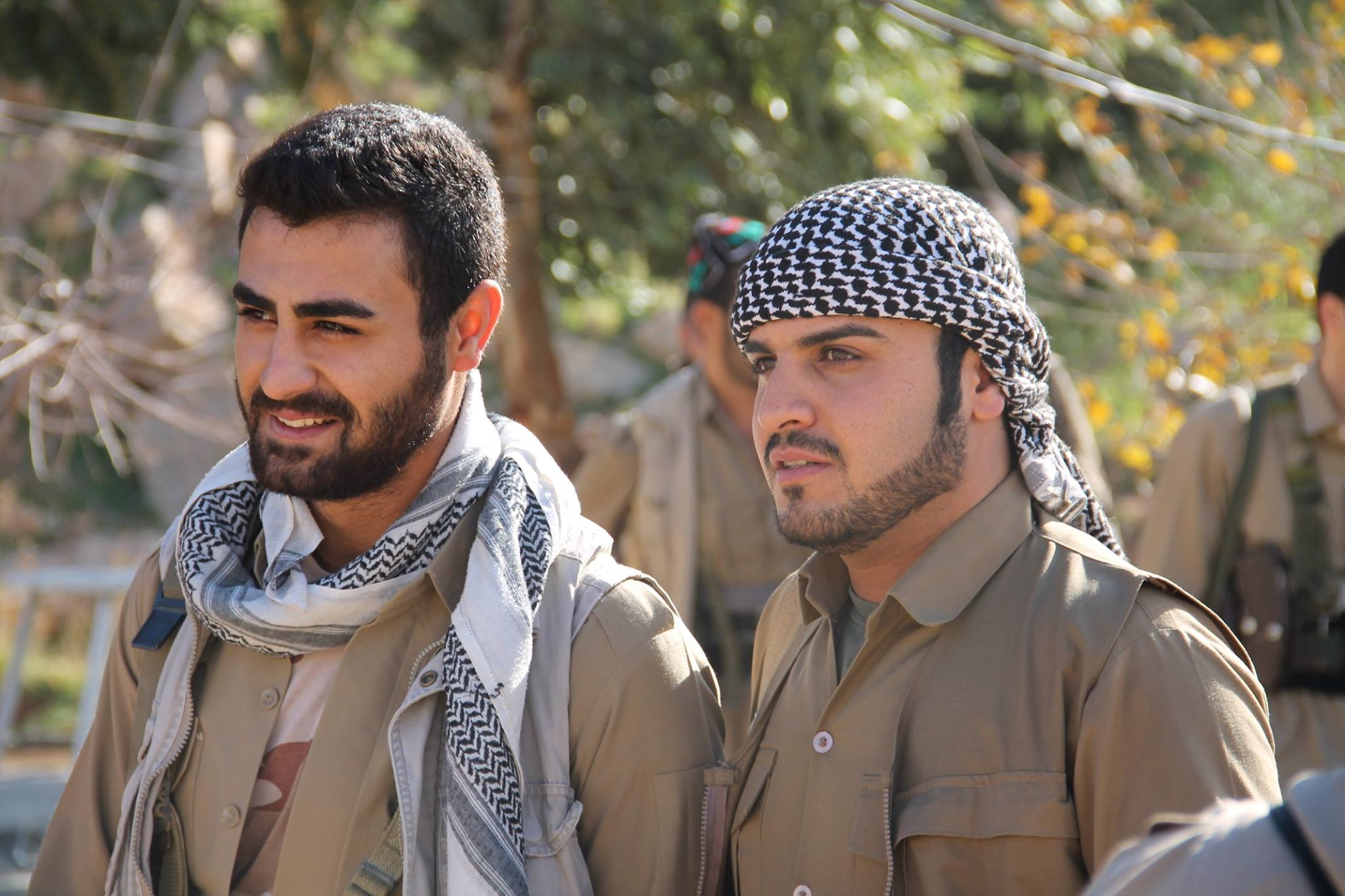
Zwei Peschmerga der Demokratischen Partei Kurdistans – Iran mit Kufiya. 2015.

In Iran wurde sie ab der Iranischen Revolution in den 70ern als Ausdruck der Solidarität mit den Palästinensern und des Widerstands gegen westliche Einflussnahme getragen. Danach trugen sie sowohl Anhänger des reformorientierten Lagers als Ausdruck des Widerstands gegen politische Unterdrückung – hier des Öfteren in grün mit schiitischer Symbolik – als auch Vertreter des Establishments wie Mahmud Ahmadineschad, Ali Chamenei, die regierungstreuen Basidsch-Milizen und die Islamischen Revolutionsgarde – Letztere oft in Form der staatlich eingeführten Chafiye, einer iranischen Variante der Kufiya.
In Israel wurde die Kufiya seit den 2000er-Jahren mehrfach neu interpretiert. In nationalistischen Re-Designs – etwa in Blau-Weiß, mit Davidsstern oder mit der Aufschrift Am Israel Chai („Das Volk Israel lebt“) – entstand eine sogenannte „israelische Keffiyeh“, die laut Yael Zerubavel als „symbolische Waffe“ im Nahostkonflikt fungiert: Sie soll erneut Zugehörigkeit von Israelis zu Israel betonen und sich zugleich bewusst von der palästinensischen Symbolik des Originals abgrenzen. Umgekehrt entwarf der Designer Yaron Minkowski eine ebenfalls von der palästinensischen Kufiya inspirierte Modelinie, die aus in Hebron gekauften Tüchern hergestellt wird und als Symbol der Koexistenz intendiert war. Parallel griffen israelische Modedesigner wie Dodo Bar Or und Nili Lotan das Kufiya-Muster in internationalen Kollektionen auf – nach eigener Darstellung, ohne damit eine bestimmte politische Botschaft zu beabsichtigen, was jedoch ebenfalls als kulturelle Aneignung eingeordnet wurde.
Kurden übernahmen sie unter der Bezeichnung Puschi als Symbol für den Widerstand. In der Türkei wird sie gedeutet als Kennzeichen von Anhängern der Arbeiterpartei Kurdistans und ist daher im öffentlichen Raum verboten.

#### Skandialisierungen und Repression
Während der „Kufiya craze“ der mittleren 2000er-Jahre, als das Tuch häufig als modisches weitgehend entpolitisiertes Accessoire galt, und erneut ab dem Gaza-Krieg ab 2023, in dessen Folge es wieder häufiger als dezidiert palästinasolidarisches politisches Symbol getragen wurde, liefen in Deutschland und den USA jeweils mehrere Anti-Kufiya-Kampagnen.
Während der 2000er verfassten in Deutschland antideutsche Gruppen Flugblätter, auf denen die Kufiya als „antisemitisch“ stigmatisiert wurde. Parallel organisierte das Jugendforum der Deutsch-Israelischen Gesellschaft eine Umtauschaktion. Die USA waren 2007 und 2008 Schauplatz zweier Medien-Skandale: Im einen Fall vermarktete Urban Outfitters Kufiyas als „Anti-War Woven Scarf“, im anderen Fall trug Rachael Ray bei einem Dunkin’ Donuts-Werbespot einen Kufiya-ähnlichen Schal. Beide Male wurde das Tuch von konservativen und/oder pro-israelischen Kommentatoren und Gruppen als Zeichen für Terrorismus skandalisiert, woraufhin der Schal aus dem Angebot und die Werbung aus dem Programm genommen wurden.

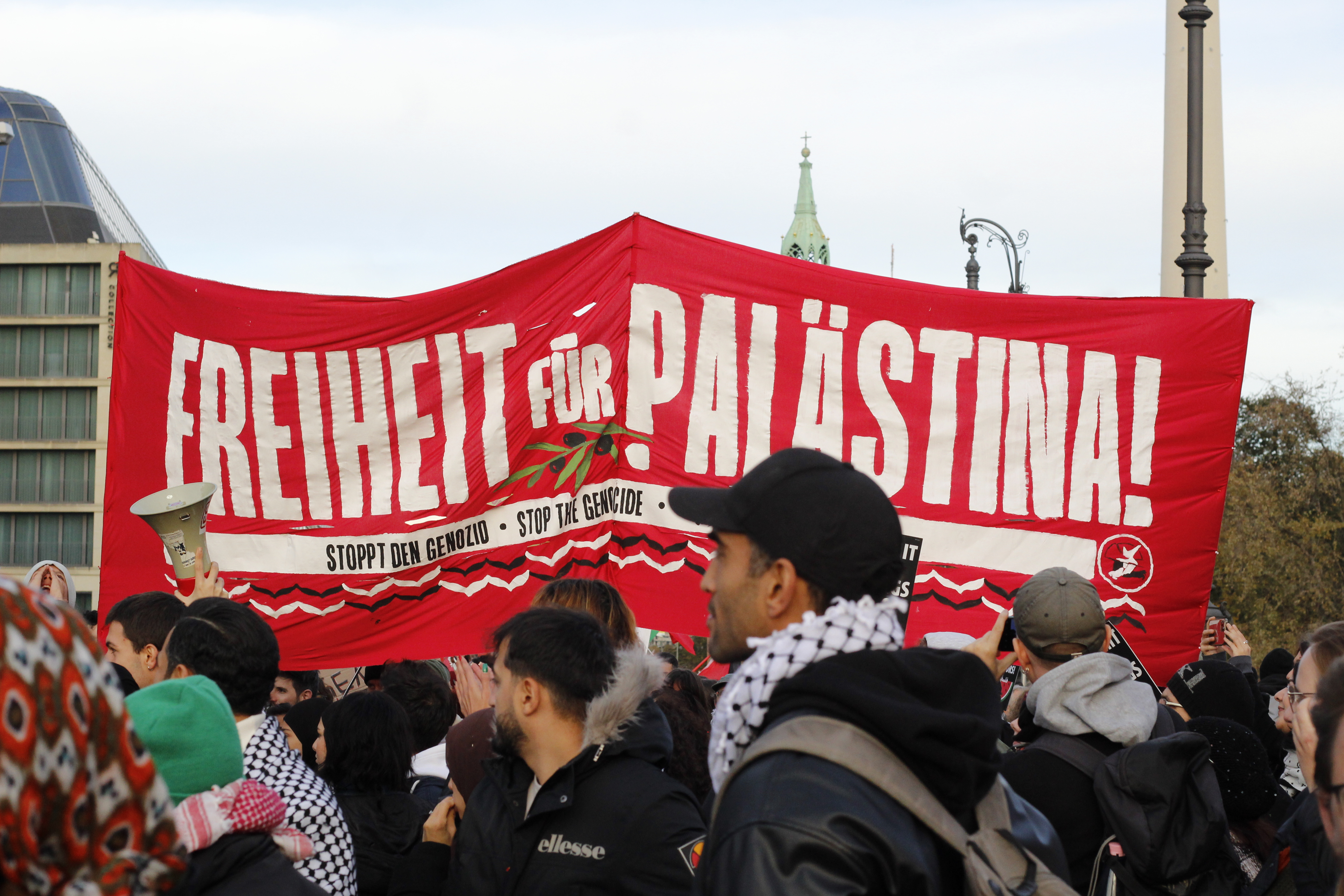
Palästina-solidarische Demonstration. Im Vordergrund drei Demonstranten mit Kufiya. Berlin, 2023.

Ab 2023 traten ähnliche Deutungen der Kufiya vonseiten (pro-)israelischer und anti-antisemitischer Autoren und Interessenverbände wieder vermehrt auf. Zum Beispiel verglichen der Anti-Defamation-League-Vorsitzende Jonathan Greenblatt und der CAMERA-Vorsitzende Eric Rozenman die Kufiya mit dem Hakenkreuz. Im israelischen Rambam Maimonides Medical Journal (RMMJ) wurde die Kufiya als „mit Terrorismus-Unterstützung assoziiertes Symbol […] mit antisemitischer Botschaft“ gewertet. Ähnlich schrieb die Recherche- und Informationsstelle Antisemitismus Bayern, Arafat habe sie zu einem „Symbol für palästinensischen Nationalismus und letztlich Terrorismus gemacht“, das nach dem 7. Oktober wieder eindeutig von „israelfeindliche[n] Aktivist:innen […] als politisches Statement getragen“ werde. Antisemitismusforscher wie Clemens Heni oder Karin Stögner erklärten, die Kufiya sei nun nicht mehr „ein Zeichen der Solidarität mit den Palästinensern“ oder „primär ein Symbol für einen Staat Palästina“, sondern vielmehr „ein Symbol für den Judenmord“ oder etwas, womit man „den exterminatorischen Antisemitismus der Hamas legitimier[e]“.
Gleichzeitig wurden ähnliche Einordnungen nun auch in Leitmedien, Behörden und Bildungseinrichtungen vorgenommen. Sehr ähnlich wie Greenblatt und Rozenman parallelisierte beispielsweise der Süddeutsche-Zeitung-Autor Peter Richter das „Problemtuch“ mit Nazi-Uniformen. Die Siegener Zeitung zitierte die Einschätzung des Vereins democ e.V. und schrieb ähnlich wie das RMMJ, die Kufiya signalisiere „Sympathiebekundung mit der Terrororganisation Hamas und dem antisemitischen Angriff auf Israel“. Mehrere deutschsprachige Medien reproduzierten die antideutsche Erzählung, der „Bewunderer Hitlers“ Mohammed Amin al-Husseini sei es gewesen, der die Kufiya als palästinensisches Symbol etabliert hätte.
Für den deutschen Bundestag beantragten CDU-Abgeordnete ein Kufiya-Verbot, da sie „als Symbol für den ‚Widerstand‘ gegen Israel genutzt [werde] – einen Widerstand, der allzu oft in Form von Terror, antisemitischer Hetze und Gewalt Ausdruck findet.“ Ein ähnliches Verbot war ein Jahr zuvor auch im australischen Bundesstaat Victoria und in der kanadischen Provinz Ontario erlassen worden. An Berliner Schulen wurde das Tragen einer Kufiya zu den „demonstrativen Handlungsweisen“ gerechnet, „die als Befürwortung oder Billigung der Angriffe gegen Israel oder Unterstützung der diese durchführenden Terroriganisationen verstanden werden können“, und sollte vom Schulpersonal der Polizei gemeldet werden.
In den USA wurde Polizeikräften bei Schulungen vermittelt, dass es sich bei der Kufiya um antisemitische Symbole handle, in Deutschland wurden (wie in Berlin schon einmal um 2022) Demonstranten für das Tragen von Kufiyas arrestiert, in England wertete das Network for Police Monitoring das gezielte Vorgehen von Polizeikräften gegen Kufiya-Tragende als Beispiel für Racial Profiling.
Zudem wurde in Berichten der Harvard University und der kanadischen York University festgestellt, mehrfach seien Studierende für das Tragen von Kufiyas angegriffen oder angegangen worden.
In Vermont wurden drei Palästinenser angeschossen, möglicherweise, weil sie Kufiya getragen hatten.
Der Journalist Andrew Lapin diagnostizierte nach Bericht über weitere ähnliche Fälle aus den USA einen veritablen „Kufiya-Kulturkampf“; mehrere der oben genannten Vorkommnisse wurden von weiteren Beobachtern und Interessenverbänden als Manifestationen von um sich greifender Islamophobie oder antipalästinensischem Rassismus gewertet.

#### Das Kufiya Netzwerk
Das Bundesamt für Verfassungsschutz berichtet im Verfassungsschutzbericht 2024 von einer antiimperialistischen und pro-palästinensischen Gruppe, in der sich Linksextremisten mit auslandsbezogenen Extremisten und nichtextremistischen Gruppen organisieren würden. Diese hatten sich nach der Kopfbedeckung den Namen „Kufiya Netzwerk“ gegeben; ihr Logo ist das Muster der palästinensischen Kufiya.

## Produktion

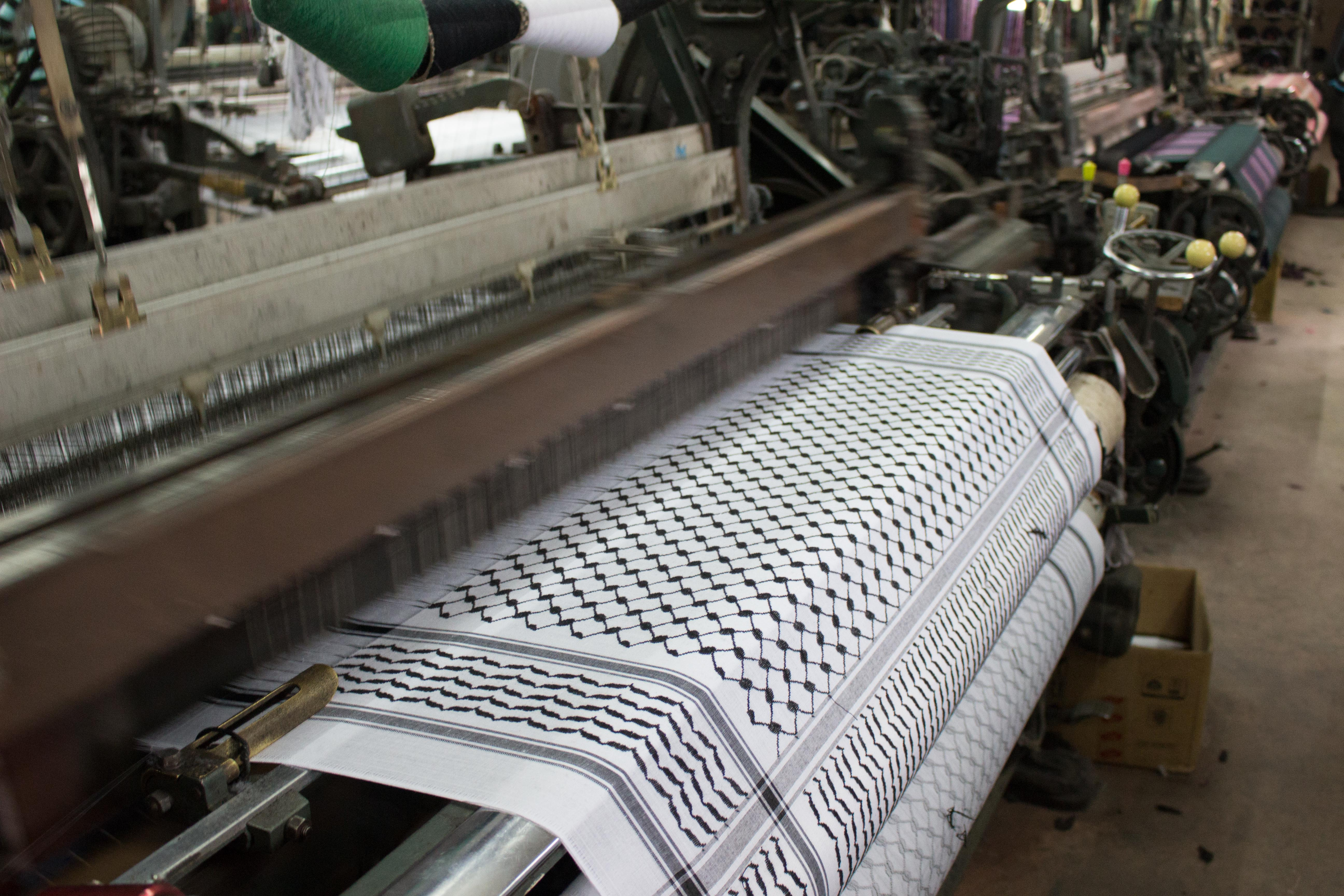
Ein Webstuhl bei der Herstellung einer palästinensischen Kufiya in der Hirbawi-Fabrik in Hebron, 2015

Palästinensische Kufiyas werden heute größtenteils aus China importiert. Mit der wachsenden Beliebtheit des Schals in den 2000er Jahren drängten chinesische Hersteller auf den Markt und verdrängten die Palästinenser aus dem Geschäft. Fünf Jahrzehnte lang war Yasser Hirbawi der einzige palästinensische Hersteller von Kufiyas. Er stellte sie auf 16 Webstühlen in der Hirbawi-Textilfabrik in Hebron her. 1990 waren alle 16 Webstühle in Betrieb und stellten rund 750 Kufiyas pro Tag her. 2010 waren nur noch zwei Webstühle in Betrieb, die 300 Kufiyas pro Woche herstellten. Anders als die in China hergestellten verwendet Hirbawi ausschließlich Baumwolle. Nach dem Gaza-Krieg 2023 verdoppelte sich die Nachfrage – sie konnte nicht gedeckt werden, da Hirbawi monatlich nur 5.000 Stück produziert.